# DeLisha Milton-Jones
DeLisha Lachell Milton-Jones (nacida el 11 de septiembre de 1974 en Riceboro, Georgia) es una jugadora de baloncesto estadounidense. Con 1.85 de estatura, su puesto natural en la cancha es el de alero. Consiguió 5 medallas con  Estados Unidos en mundiales y Juegos Olímpicos. 